# Baie de Pont-Mahé
La baie de Pont-Mahé est une baie de l'océan Atlantique qui s'étend face aux communes d'Assérac et de Pénestin, en Bretagne (France).

## Géographie
La baie de Pont-Mahé est située sur la côte de la Loire-Atlantique et du Morbihan, en France, au nord immédiat de l'embouchure des marais du Mès. Elle est limitée à l'ouest par la pointe du Bile, sur la  commune de Pénestin, et à l'est par la pointe de Pen-Bé à Assérac, les deux lieux étant distants de deux kilomètres à vol d’oiseau.
La baie s'ouvre vers l'océan Atlantique en direction du sud-ouest. À marée basse, elle peut être découverte sur 1 km de long.

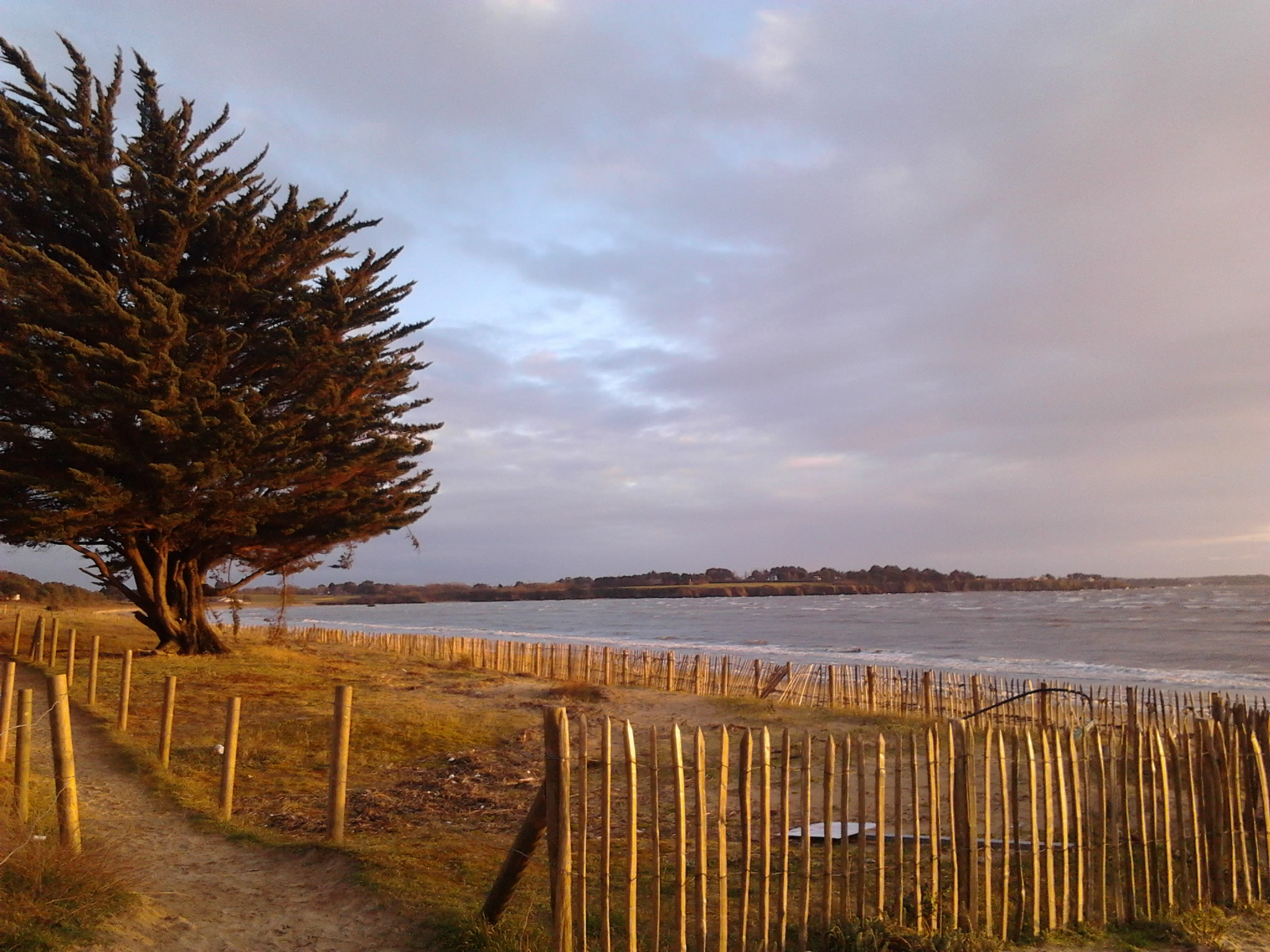
Vue de la baie vers le sud
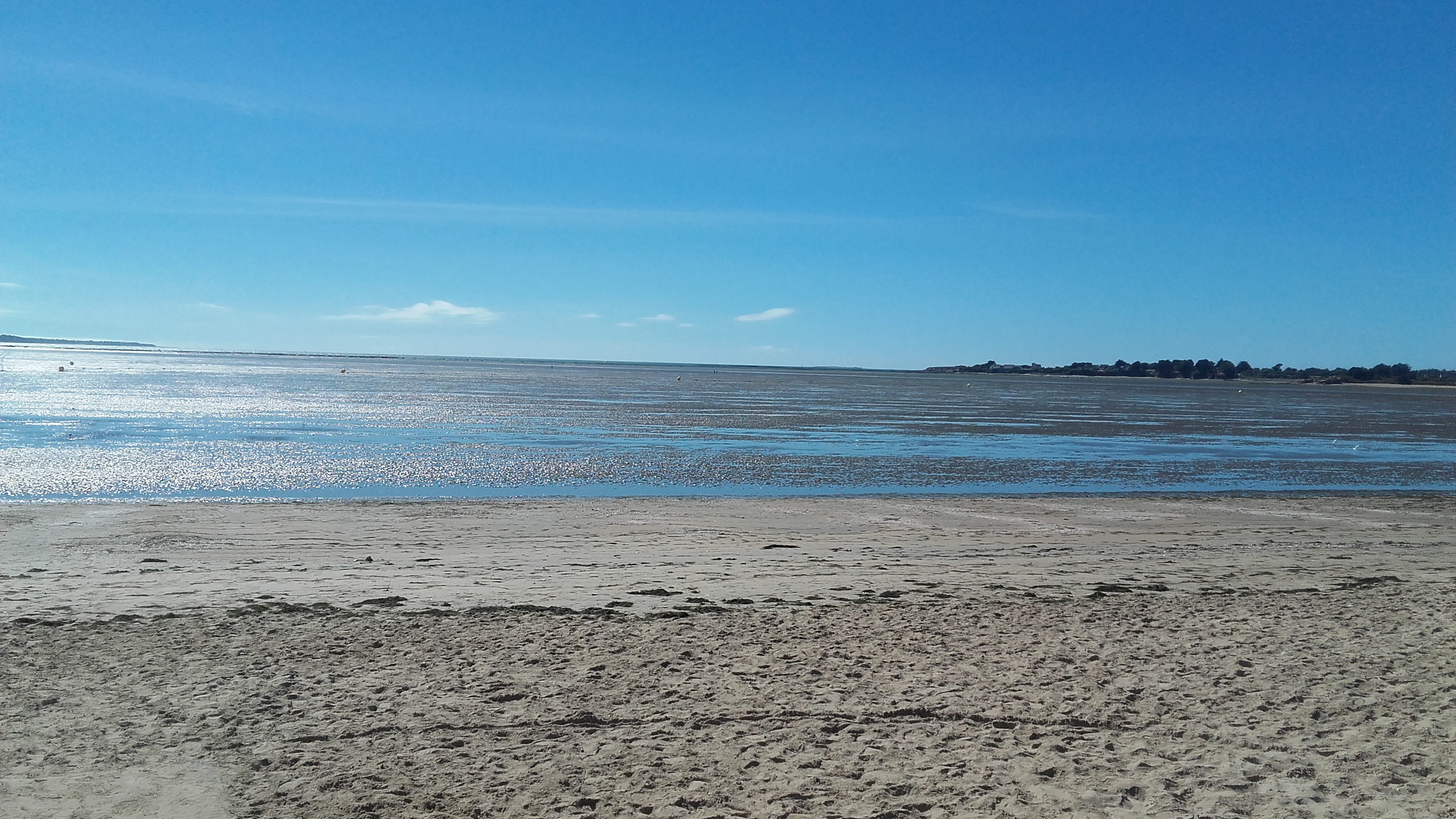

## Classement
La baie de Pont-Mahé est inscrite sur la liste des sites naturels Natura 2000 conjointement avec les marais du Mès, l'étang du Pont de Fer et l'île Dumet (23,04 km2 classés).